# Ильинка (Курганская область)
Ильинка — деревня в Юргамышском районе Курганской области. Входит в состав Юргамышского поссовета.

## История
До 1917 года в составе Кипельской волости Челябинского уезда Оренбургской губернии. По данным на 1926 год состояла из 78 хозяйств. В административном отношении входила в состав Юргамышского сельсовета Юргамышского района Курганского округа Уральской области.

## Население
| 1989 | 2002 | 2010 |
| ---- | ---- | ---- |
| 92   | ↘91  | ↘73  |

По данным переписи 1926 года в деревне проживало 434 человека (207 мужчины и 227 женщин), в том числе: русские составляли 100 % населения.